# Jany van der Veen
Adriaanus Willem Hendrik (Jany) van der Veen (Amsterdam, 2 augustus 1917 – 28 december 2001) was een Nederlandse voetballer.
Van der Veen heeft zijn hele carrière bij Ajax gespeeld. Zijn naam duikt voor het eerste op in het Ajax Clubnieuws van donderdag 28 juni 1934.
Van der Veen belandde bij de selectie van het eerste elftal van Ajax in de periode van de Tweede Wereldoorlog. Veel spelers werden opgeroepen om te vechten in de oorlog en na de bezetting werden spelers in Duitsland aan het werk gezet. Bovendien waren in deze periode (rond 1939) veel spelers in het eerste elftal van Ajax aan het einde van hun loopbaan. Vanwege deze redenen kwamen plaatsen beschikbaar en kregen talenten de kans om zich in het eerste elftal te spelen. Joop Stoffelen was een van de talenten, maar ook Jany van der Veen kreeg een kans. Rechtshalf Jan Schubert raakte geblesseerd en Van der Veen kreeg zijn eerste kans in het eerste elftal. Hij maakte zijn debuut tegen Blauw-Wit.
Daarna duurde het echter twee jaar tot hij zijn volgende kans kreeg. Op dat moment stopte Piet van Reenen met voetbal en Stoffelen, die normaal als spil speelde, werd nu ergens anders neergezet, zodat Van der Veen als spil kon gaan spelen. Ditmaal greep hij zijn kans en in de zeven jaar die volgden miste hij alleen wedstrijden tijdens de hongerwinter en door een langdurige knieblessure. Door deze blessure kon hij in het seizoen 1945/46 drie maanden lang niet voetballen.

## Na de oorlog
De carrière van Van der Veen begon pas echt toen de oorlog voorbij was. Tijdens de oorlog kende de competitie geen normale omstandigheden. Zo belandde Jack Reynolds, de trainer van Ajax op dat moment, in de gevangenis. Tijdens de oorlog maakte Van der Veen nog wel zijn eerste doelpunt. Dit gebeurde in het seizoen 1942/43.
In het seizoen 1944/45 werden pas na de bevrijding op 5 mei 1945 weer officiële wedstrijden gespeeld. Het ging in die wedstrijden slechts om het kampioenschap van Amsterdam, maar er werd tenminste weer gevoetbald.
Het eerste jaar na de oorlog werd een succesvol jaar. In dat seizoen, 1945/46, debuteerde Rinus Michels als speler en Ajax werd kampioen van hun afdeling, tweede in het kampioenschap van Nederland en ze wonnen de KNVB beker. Een seizoen later werd Ajax weer afdelingskampioen en ook kampioen van Nederland. Van der Veen speelde in dit seizoen alle dertig wedstrijden en scoorde niet. Ook een seizoen later speelde hij alle wedstrijden en toen maakte hij 1 goal.

## Einde van zijn carrière
In het seizoen 1948/49 raakte Van der Veen wederom zwaar geblesseerd en door deze blessure was hij gedwongen zijn loopbaan te beëindigen. Zijn laatste wedstrijd speelde hij op 24 oktober 1948 tegen SVV.

## Na zijn carrière
De carrière van Van der Veen bij Ajax was nog lang niet ten einde. Hij maakte tientallen jaren naam als coach van diverse jeugdelftallen en was zelfs de ontdekker van Johan Cruijff. De toen tienjarige Cruijff hoefde van Van der Veen niet eens een proefwedstrijd te spelen. Hij mocht meteen lid worden van Ajax, hetgeen gebeurde op 25 april 1957, omdat Van der Veen genoeg had gezien toen hij Cruijff had zien voetballen op straat. In 1964/65 bleek hoe goed Van der Veen talenten kon vinden, toen de A1 landskampioen werd met o.a. Johan Cruijf, Barry Hulshoff, Wim Suurbier en Arie van Eijden, allemaal spelers die ontdekt waren door Jany van der Veen.
Toen Johan Cruijff in 1985 hoofdtrainer werd, ging de inmiddels 68-jarige Van der Veen aan de slag als scout. Hij ontdekte weer een heleboel jonge talenten, zoals John Bosman, Marciano Vink, Aron Winter, Rob Witschge, Richard Witschge, Stanley Menzo, Henny Meijer, Erik Regtop en Edgar Davids.
Van der Veen is de grootvader van voormalig profvoetballer Bas van den Brink.

## Overlijden
Jany van der Veen stierf op 28 december 2001 op 84-jarige leeftijd. Een paar dagen later was er een herdenking op de Toekomst. Veel vrienden en bekenden waren aanwezig, waaronder ook Edgar Davids. Tijdens deze bijeenkomst zei Davids over het moment dat hij ontdekt werd door Van der Veen: "Na afloop van een wedstrijd tegen SDW kwam Jany van der Veen naar me toe om mijn gegevens te noteren. Toen ik later bij Ajax speelde kwam hij vaak aan me vragen of ik het goed naar mijn zin had. Hij heeft mijn carrière zeer gestimuleerd."

## Erelijst
Ajax
| Nationaal     |    |         |
| Landskampioen | 1x | 1946/47 |
| Holdertbeker  | 1x | 1942/43 |

 De Volewijckers
| Nationaal      |    |         |
| Tweede divisie | 1x | 1970/71 |